# Desarrollo del tejido vascular
El tejido vascular  en las plantas comunica los órganos de la raíz con las hojas y ramas, permitiendo un transporte efectivo a largas distancias de agua, nutrientes y hormonas. Este se compone del xilema y el floema

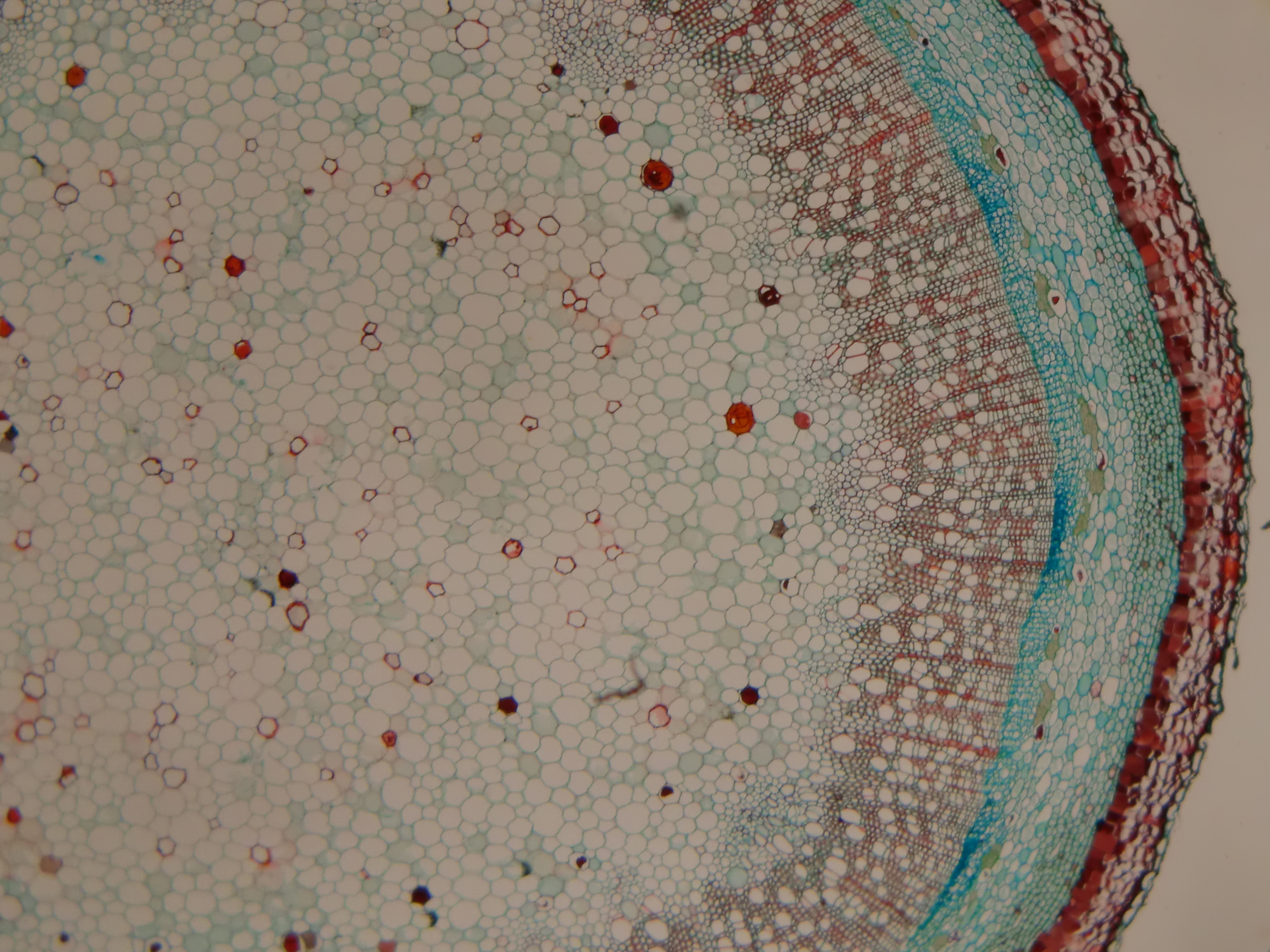
Corte del tallo de sauco.

Xilema: Transporta savia inorgánica desde la raíz hasta las hojas, gracias a esto la planta realiza la fotosíntesis.
Floema: Tejido especializado en el transporte de sustancias a larga distancia.

También proporciona rigidez a los tejidos vegetales, sirviendo como estructura a las hojas y a los tallos, brindándoles soporte contra la fuerza de gravedad. De esta forma las plantas pueden alcanzar grandes alturas (como la Sequoia) y mantener sus hojas horizontales para poder aprovechar al máximo la radiación solar y realizar la fotosíntesis.

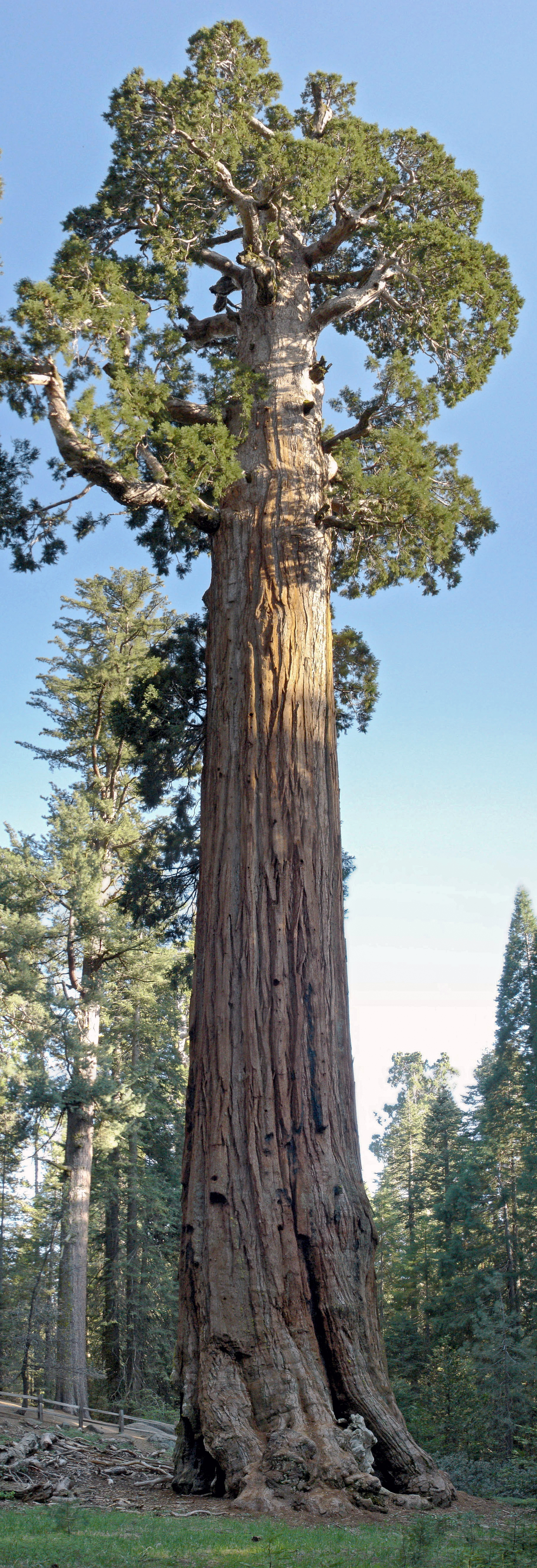
General Grant Tree en Kings Canyon National Park

Los tejidos vasculares de las plantas se dividen en tejidos primarios, responsables de la elongación, crecimiento de los tallos, venación de las hojas,  producción de nuevas hojas y flores. Los tejidos secundarios son por otra parte los encargados de darle grosor a los tallos y ramas.

## Desarrollo del tejido vascular primario
Durante el desarrollo embrionario, el cuerpo de la planta es formado por los meristemas apical y radical. La formación del procambium se produce en el estadio embrional. Más adelante, en la etapa tardía de este estadio cuatro células del procambium se dividen, formando el periciclo y el primordio vascular. A través de los siguientes estados embrionario, el procambium continua desarrollándose mediante la continua división periclinal de las células. De manera simultánea, se forma una red de tejido provascular o preprocambial en los cotiledones. Este mismo proceso se recapitula más adelante en la formación de las hojas cuando la plántula empieza su crecimiento.

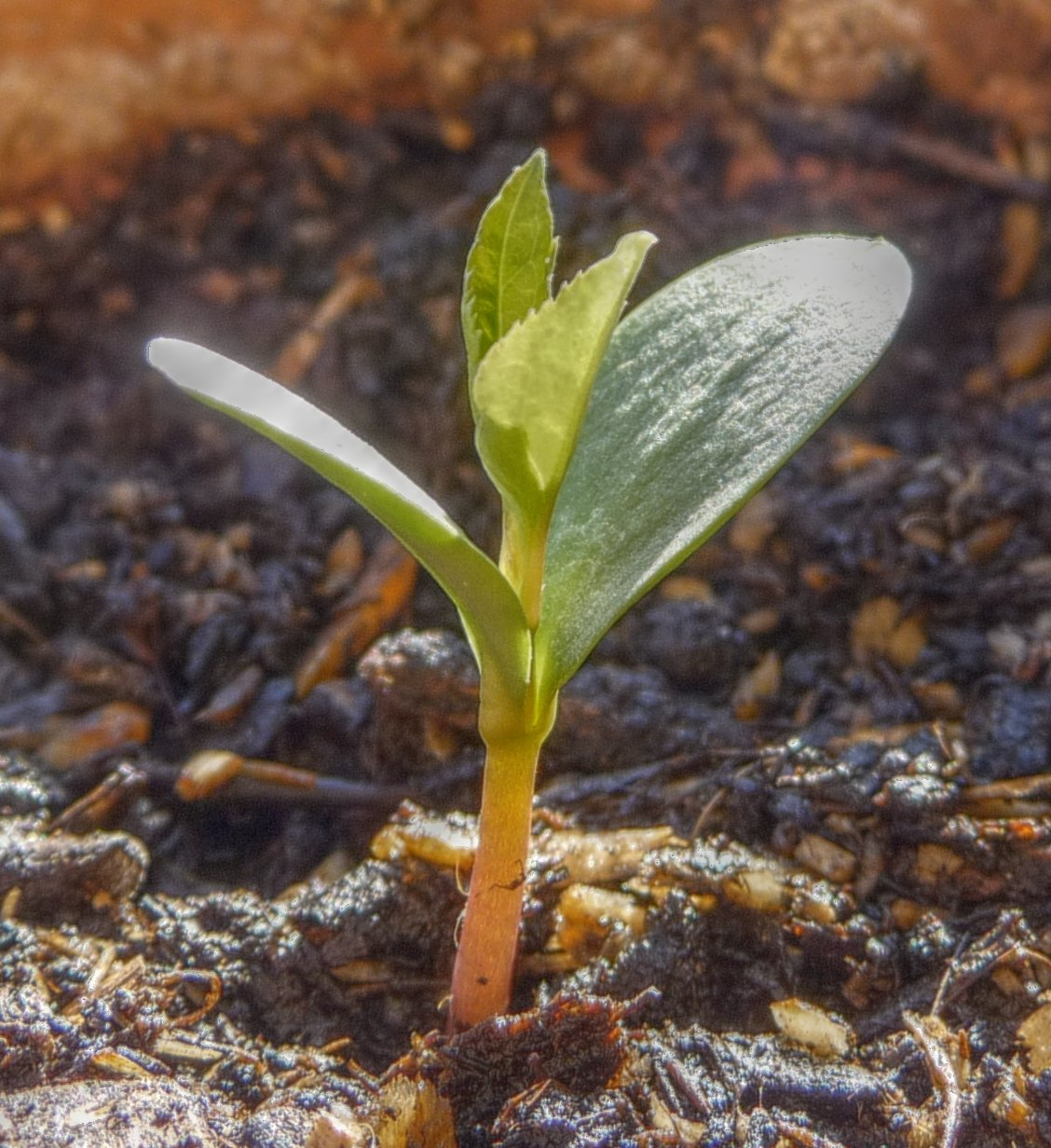
Plántula de manzana

## Desarrollo del tejido vascular secundario
El cambium vascular produce las células del xilema secundario hacia el interior y células de floema secundario hacia el exterior. El cambium está formado por células meristemáticas llamadas iniciales,  que se regeneran permanentemente: cuando una célula se divide, genera una célula madre y otra célula inicial. Estas células madre se dividen varias veces más, antes de diferenciarse en los tejidos. 
Existen dos tipos de células iniciales las fusiformes y de radio que producen juntas todos los tipos de células que componen el xilema y floema. Las iniciales fusiformes son elongadas axialmente y producen solamente células orientadas longitudinalmente. Las iniciales de rayo son isodiamétricas y se agregan en grupos llamados rayos, que producen solamente células orientadas radialmente.

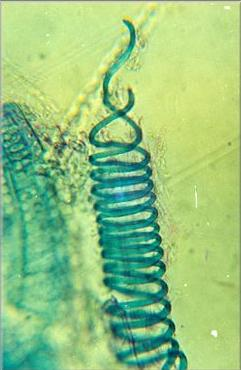
Vaso de xilema

### Iniciales fusiformes
Las iniciales fusiformes pueden dividirse tanto periclinal como anticlinalmente. Las divisiones periclinales predominan y ocurren de manera paralela a la superficie del eje, produciendo nuevo xilema y floema. La tasa relativa de divisiones periclinales no es necesariamente igual a lo largo de la zona del cambium y es muy común que ocurran con mayor frecuencia en la zona de xilema, produciendo más células de este que de floema.
Mientras más xilema es producido y depositado, el diámetro del tallo se incrementa, el cambium expande su circunferencia añadiendo nuevas iniciales mediante dvisiones anticlinales. Esto ocurre de manera perpendicular a la superficie del tallo. Se puede observar el número de estas divisiones anticlinales contando las células radiales en las que dos células de xilema fueron producidas por una radial.

## Algunos genes implicados en el desarrollo
| Genes                     | Tipo                    | Función |
| ------------------------- | ----------------------- | --- |
| HD-ZIP y KANADI           | Factor de transcripción | Establece la polaridad abaxial-adaxial de los órganos laterales que provienen del meristema apical. También establecen el patrón radial de los tejidos vasculares primarios. Se expresan también en la región del cambium vascular del tabaco y el álamo.                                                   |
| MIR-165/MIR-166           | micro-ARN               | Regulan el funcionamiento de HD-ZIP y KANADI. El mecanismo que definen tiene más de 400 millones de años de antigüedad. |
| STM (tallo sin meristema) | gen Homeobox            | Codifica para la proteína de homeodominio KNOX de clase 1 que define el destino de las células madre dentro del meristema apical. |
| BP (brevipedicellus)      | gen Homeobox            | Regula la lignificación y la síntesis de la pared celular. Es parcialmente redundante con STM y ambos se expresan durante el crecimiento secundario en álamo y tabaco. |
| WUS (WUSCHEL)             | gen Homeobox            | Es requerido para el mantenimiento de las células madre en el meristema apical. En contraste con STM y BP no es expresado durante el crecimiento secundario. |
| CLV (CLAVATA)             | Familia CLAVATA         | CLV3 Codifica para un péptido de pequeño tamaño que sirve de ligando para una quinasa de membrana citoplasmática que contiene el producto de CLV1. Este mecanismo parece estar encargado de la proliferación de células madre en el meristema. CLV3 también es expresado durante el crecimiento secundario. |

## Evolución del crecimiento secundario
El crecimiento secundario es una característica ancestral que se ha perdido y vuelto a ganar múltiples veces durante la historia evolutiva de las plantas. La regulación génica del cambium y el meristema apical se sobrelapa, lo cual sugiere un proceso evolutivo hacia el surgimiento del crecimiento secundario.
Para genes como STM que son expresados en el cambium y el meristema apical, parece probable una coopción directa de las funciones del meristema apical durante la evolución del cambium, ya que las funciones de las células madre del meristema apical son previas al surgimiento del cambium vascular. De igual forma, los genes HD-ZIP y KANADI tienen como función ancestral la organización de los tejidos que se originan del meristema apical, seguidos de la coopción de patronar la disposición radial de los tejidos vasculares secundarios. WUS y CLV3 sólo son expresados en el meristema apical pero tienen parálogos que se expresan en el cambium. Este ejemplo es consistente con la coopción de un elemento duplicado que ha adquirido nuevas funciones en el cambium. Este mecanismo de reciclaje de genes es común y se encuentra a lo largo de la evolución del desarrollo de plantas y animales.